# Okres Levice
Okres Levice je jedním z okresů Slovenska. Leží v Nitranském kraji, v jeho východní části. Na severu hraničí s okresem Zlaté Moravce, v banskobystrickém kraji pak s okresy Žarnovica, Banská Štiavnica a Krupina, na východě ještě s okresem Veľký Krtíš a s Maďarskem. Jižní hranici sdílí okresem Nové Zámky a západní s okresem Nitra. Levický okres patří k těm větším a hodně zalidněným na Slovensku.